# Cornufer vitianus
Cornufer vitianus es una especie de anfibios de la familia Ceratobatrachidae.

## Distribución geográfica
Es endémica del archipiélago de Fiyi. 

## Estado de conservación
Se encuentra amenazada de extinción por la pérdida de su hábitat natural.